# 파파담
파파담(우르두어: پاپڑ)은 납작하고 둥글며 질감은 바삭한 인도와 파키스탄의 납작빵이다. 파파담을 만들 때 쓰이는 반죽에는 구운 우라드콩이 쓰이며 렌즈콩, 벵골콩, 쌀, 감자 등 다른 재료도 쓰인다.
방글라데시와 파키스탄에서는 파파드(Papad)와 파포르(Papor), 텔루구어권 지역에서는 아파담(Appadam), 타밀어권에서는 아팔람(Appalam), 칸나다어권에서는 하팔라(Happala), 나머지 남인도 지역에서는 파파담(Pappadum)이라고 불리는 등 다양한 이름으로 불린다.
인도에서 파파담은 식사의 반찬으로 제공된다. 전채나 간식으로 제공되는 일도 많다. 썬 양파나 썬 당근, 그리고 차트니가 토핑으로 나오기도 한다.

## 재료와 준비
파파담 레시피의 종류는 지역에 따라 다르며 집안에 따라서도 약간의 차이가 존재한다. 하지만 모든 파파담의 종류는 공통적으로 렌즈콩, 우라드콩, 벵골콩이 들어가며 쌀과 감자가 들어갈 때도 많다.
소금이나 땅콩기름 또한 반죽을 만들기 위해서 들어간다. 어떤 파파담의 반죽에는 칠리, 흑후추, 쿠민 같은 여러 가지 향신료가 들어가기도 한다. 때때로 베이킹파우더 또한 들어간다. 반죽은 납작하고 둥글게 펴지며 그 후 습기를 말린다. 습기를 말린 후에는 바로 프라이팬에 굽거나 전자레인지에 굽는다.
많은 영국과 오스트레일리아의 음식점에서 파파담은 차트니와 피클과 함께 전채 요리로 제공된다.

## 같이 보기
- 인도 요리
- 납작빵